# Axel Möller (Fußballspieler)
Axel Möller (* 22. September 1957 in Flintbek) ist ein ehemaliger deutscher Fußballspieler.

## Karriere
Möller stieg 1978 als 20-Jähriger mit Holstein Kiel in die 2. Bundesliga auf. Bereits ein Jahr zuvor hatte er mit 22 Toren zum erstmaligen Erreichen der Aufstiegsrunde beitragen. Er spielte bis zum Abstieg 1981 mit Holstein in der 2. Liga und bestritt dabei 69 Spiele (zwölf Tore). Ein um den Zeitpunkt des Aufstiegs eingegangenes Angebot des Erstligisten Hamburger SV lehnte Möller ab, da er, um Profisportler zu werden, seinen Beamtenstatus hätte aufgeben müssen. Axel Möller bestritt insgesamt 259 Meisterschafts- und Aufstiegsspiele (1976 & 1977) für Holstein Kiel und erzielte dabei 77 Tore.
Nachdem er Holstein 1985 verlassen hatte, spielte Möller noch beim Itzehoer SV und dem VfB Lübeck. Neben seinem Beruf als Postbeamter war er zunächst als Trainer im Kieler Amateurfußball tätig (TSV Flintbek, FC Süd Kiel). Zwischen Juli 2009 und Oktober 2010 trainierte Möller den TSV Wankendorf. Seit der Saison 2011/12 trainiert Axel Möller wieder den TSV Flintbek.

## Quelle
- Kieler Nachrichten vom 8. September 2007, S. 37

| Personendaten    | Personendaten            |
| ---------------- | ------------------------ |
| NAME             | Möller, Axel             |
| KURZBESCHREIBUNG | deutscher Fußballspieler |
| GEBURTSDATUM     | 22. September 1957       |
| GEBURTSORT       | Flintbek                 |